# Чивитела (Мачерата)
Чивитела (итал. Civitella) насеље је у Италији у округу Мачерата, региону Марке.
Према процени из 2011. у насељу је живело 52 становника. Насеље се налази на надморској висини од 988 м.